# Mona Dahle
Mona Dahle (Trondheim, 24 de agosto de 1970) é uma ex-handebolista profissional norueguesa, medalhista olímpica.
Mona Dahle fez parte da geração medalha de prata em Barcelona 1992.